# 3C 452
3C 452 es una galaxia elíptica situada a unos 1,200 millones de años luz de distancia en la constelación de Lacerta. 3C 452 es una galaxia Seyfert y una radiogalaxia de clase 2 de Fanaroff-Riley, con radiolóbulos que se extienden por unos 5 minutos de arco, lo que a la distancia de 3C 452 corresponde a unos 450 kiloparsecs. Los radiolóbulos más débiles se extienden más lejos, a escalas de megaparsecs, probablemente creados durante un período anterior de elevada actividad nuclear. Se ha detectado emisión difusa de rayos X en los radiolóbulos.